# Agrotis leucocraspeda
Agrotis leucocraspeda là một loài bướm đêm trong họ Noctuidae.